# Офисная техника
Офисная техника или оргтехника (от организационная техника) — совокупность разнообразных технических средств, которые используются для автоматизации и механизации управленческих и инженерно-технических работ внутри учреждения. В русский язык слово оргтехника вошло в 60-е годы. Возможно выделение также отдельных групп оргтехники, например оргтехника проектирования — организационно-технические средства проектно-конструкторских работ.
К оргтехнике относятся:
- средства изготовления и копирования документации (принтеры);
- средства хранения и поиска документов (картотеки);
- средства оперативной обработки информации (персональные компьютеры, сканеры);
- чертежно-конструкторская техника (графопостроители);
- средства внутренней и внешней связи (переговорные устройства, телефакс);
- малая оргтехника (авторучки, карандаши);
- офисная мебель.[4]